# Fulvo
Il colore fulvo designa, senza precisione, un gruppo di colori marroni, arancioni, ocra o rossastri. Il termine fulvo è usato in particolare per la pelle e il pelo degli animali.

## Bibbia
Nel Primo libro di Samuele al capitolo 16 Davide viene descritto: "fulvo di capelli e di bell'aspetto".

## Storia
Derivato dalla parola latina fulvus, che significa giallo tendente al rosso, lo ritroviamo nell'opera letteraria Chanson de Roland.
Alla fine del XVII secolo, Antoine Furetière lo definiva un "colore che tende al rosso".
Louis Bertrand Castel considera il fulvo come una sorta di aurora ma un secolo dopo fu contraddetto da Michel Eugène Chevreul che descrisse il fulvo, più scuro,  un arancio slavato, misto di grigio.
Il Répertoire de couleurs pubblicato nel 1905 riporta quattro toni del colore fulvo.